# Европско првенство у кошарци 2013 — Завршница
Завршница Европског првенства у кошарци 2013. је почела 18. септембра 2013. утакмицама четвртфинала и завршена финалном утакмицом 22. септембра 2013. Ово је био трећи и последњи круг Европског првенства. Прва четири тима из сваке групе, од укупно 12 из другог круга, су се пласирала у четвртфинале. Све утакмице су игране у Арени Стожице у Љубљани.

## Преглед
|  | Четвртфинале  | Четвртфинале  |               |    | Полуфинале  | Полуфинале  |  |  | Финале | Финале |
|  |               |               |               |    |             |             |  |  |        |        |
|  | 18. септембар |               |               |    |             |             |  |  |        |        |
|  |               |               |               |    |             |             |  |  |        |        |
|  | Србија        | 60            |               |    |             |             |  |  |        |        |
|  | Србија        | 60            | 20. септембар |    |             |             |  |  |        |        |
|  | Шпанија       | 90            |               |    |             |             |  |  |        |        |
|  | Шпанија       | 90            | Шпанија       | 72 |             |             |  |  |        |        |
|  | 18. септембар |               | Шпанија       | 72 |             |             |  |  |        |        |
|  |               | Француска     | 75            |    |             |             |  |  |        |        |
|  | Словенија     | Француска     | 75            | 62 |             |             |  |  |        |        |
|  | Словенија     |               | 22. септембар | 62 |             |             |  |  |        |        |
|  | Француска     | 72            |               |    |             |             |  |  |        |        |
|  | Француска     | 72            | Француска     | 80 |             |             |  |  |        |        |
|  | 19. септембар |               | Француска     | 80 |             |             |  |  |        |        |
|  |               | Литванија     | 66            |    |             |             |  |  |        |        |
|  | Хрватска      | Литванија     | 66            | 84 |             |             |  |  |        |        |
|  | Хрватска      | 20. септембар |               | 84 |             |             |  |  |        |        |
|  | Украјина      | 72            |               |    |             |             |  |  |        |        |
|  | Украјина      | 72            | Хрватска      | 62 |             |             |  |  |        |        |
|  | 19. септембар |               | Хрватска      | 62 |             |             |  |  |        |        |
|  |               | Литванија     | 77            |    | Треће место | Треће место |  |  |        |        |
|  | Литванија     | Литванија     | 77            | 81 | Треће место | Треће место |  |  |        |        |
|  | Литванија     |               | 22. септембар | 81 |             |             |  |  |        |        |
|  | Италија       | 77            |               |    |             |             |  |  |        |        |
|  | Италија       | 77            | Шпанија       | 92 |             |             |  |  |        |        |
|  |               |               |               |    |             |             |  |  |        |        |
|  | Хрватска      | 66            |               |    |             |             |  |  |        |        |
|  | Хрватска      | 66            |               |    |             |             |  |  |        |        |

Пласман од 5. до 8. места
|  | Полуфинале    | Полуфинале |               |    | За 5. место | За 5. место |
|  |               |            |               |    |             |             |
|  | 19. септембар |            |               |    |             |             |
|  |               |            |               |    |             |             |
|  | Србија        | 74         |               |    |             |             |
|  | Србија        | 74         | 21. септембар |    |             |             |
|  | Словенија     | 92         |               |    |             |             |
|  | Словенија     | 92         | Словенија     | 69 |             |             |
|  | 20. септембар |            | Словенија     | 69 |             |             |
|  |               | Украјина   | 63            |    |             |             |
|  | Украјина      | Украјина   | 63            | 66 |             |             |
|  | Украјина      |            |               | 66 |             |             |
|  | Италија       | 58         |               |    |             |             |
|  | Италија       | 58         | За 7. место   |    |             |             |
|  |               |            |               |    |             |             |
|  | 21. септембар |            |               |    |             |             |
|  |               |            |               |    |             |             |
|  | Србија        | 76         |               |    |             |             |
|  | Србија        | 76         |               |    |             |             |
|  | Италија       | 64         |               |    |             |             |

## Четвртфинале

### Србија — Шпанија
| 18. септембар 17:30 | Извештај | Србија                                                              | 60 : 90 | Шпанија                            | Арена Стожице, Љубљана Гледаоци: 7.610 Судије: Христос Христодулу (Грчка), Олегс Латишевс (Летонија), Срђан Дожаи (Хрватска) |  |
| 18. септембар 17:30 | Извештај | Четвртине: 5-21, 18-27, 16-25, 21-17                                |         |                                    | Арена Стожице, Љубљана Гледаоци: 7.610 Судије: Христос Христодулу (Грчка), Олегс Латишевс (Летонија), Срђан Дожаи (Хрватска) |  |
| 18. септембар 17:30 | Извештај | Поени: Анђушић, Катић 11 Скокови: Богдановић 7 Асистенције: Мицић 3 |         | Родригез 22 Рубио 6 Гасол, Рубио 6 | Арена Стожице, Љубљана Гледаоци: 7.610 Судије: Христос Христодулу (Грчка), Олегс Латишевс (Летонија), Срђан Дожаи (Хрватска) |  |

### Словенија — Француска
| 18. септембар 21:00 | Извештај | Словенија                                                      | 62 : 72 | Француска                  | Арена Стожице, Љубљана Гледаоци: 10.000 Судије: Луиђи Ламоника (Италија), Роберт Лотермосер (Немачка), Борис Рижик (Украјина) |  |
| 18. септембар 21:00 | Извештај | Четвртине: 12-10, 12-16, 21-24, 17-22                          |         |                            | Арена Стожице, Љубљана Гледаоци: 10.000 Судије: Луиђи Ламоника (Италија), Роберт Лотермосер (Немачка), Борис Рижик (Украјина) |  |
| 18. септембар 21:00 | Извештај | Поени: Г. Драгић 18 Скокови: Видмар 8 Асистенције: Г. Драгић 6 |         | Паркер 27 Аженса 9 Дијао 3 | Арена Стожице, Љубљана Гледаоци: 10.000 Судије: Луиђи Ламоника (Италија), Роберт Лотермосер (Немачка), Борис Рижик (Украјина) |  |

### Хрватска — Украјина
| 19. септембар 17:45 | Извештај | Хрватска                                               | 84 : 72 | Украјина                  | Арена Стожице, Љубљана Гледаоци: 7.700 Судије: Хуан Артеага (Шпанија), Олегс Латишевс (Летонија), Емин Могулкоц (Турска) |  |
| 19. септембар 17:45 | Извештај | Четвртине: 22-22, 29-13, 19-26, 14-11                  |         |                           | Арена Стожице, Љубљана Гледаоци: 7.700 Судије: Хуан Артеага (Шпанија), Олегс Латишевс (Летонија), Емин Могулкоц (Турска) |  |
| 19. септембар 17:45 | Извештај | Поени: Симон 23 Скокови: Укић 5 Асистенције: Дрејпер 6 |         | Џетер 19 Гладир 9 Џетер 6 | Арена Стожице, Љубљана Гледаоци: 7.700 Судије: Хуан Артеага (Шпанија), Олегс Латишевс (Летонија), Емин Могулкоц (Турска) |  |

### Литванија — Италија
| 19. септембар 21:00 | Извештај | Литванија                                                                                 | 81 : 77 | Италија                         | Арена Стожице, Љубљана Гледаоци: 8.210 Судије: Илија Белошевић (Србија), Висенте Булто (Шпанија), Дамир Јавор (Хрватска) |  |
| 19. септембар 21:00 | Извештај | Четвртине: 22-15, 18-24, 17-19, 24-19                                                     |         |                                 | Арена Стожице, Љубљана Гледаоци: 8.210 Судије: Илија Белошевић (Србија), Висенте Булто (Шпанија), Дамир Јавор (Хрватска) |  |
| 19. септембар 21:00 | Извештај | Поени: Сејбутис, Калнијетис 17 Скокови: Калнијетис 7 Асистенције: Мачијулис, Калнијетис 5 |         | Белинели 22 Кусин 8 Чинчарини 3 | Арена Стожице, Љубљана Гледаоци: 8.210 Судије: Илија Белошевић (Србија), Висенте Булто (Шпанија), Дамир Јавор (Хрватска) |  |

## Утакмице од 5. до 8. места

### Србија — Словенија
| 19. септембар 14:30 | Извештај | Србија                                                   | 74 : 92 | Словенија                            | Арена Стожице, Љубљана Гледаоци: 5.730 Судије: Фернандо Роша (Португал), Елијас Коромилас (Грчка), Крис Додс (Шкотска) |  |
| 19. септембар 14:30 | Извештај | Четвртине: 16-30, 19-23, 20-18, 19-21                    |         |                                      | Арена Стожице, Љубљана Гледаоци: 5.730 Судије: Фернандо Роша (Португал), Елијас Коромилас (Грчка), Крис Додс (Шкотска) |  |
| 19. септембар 14:30 | Извештај | Поени: Крстић 16 Скокови: Бјелица 7 Асистенције: Мицић 4 |         | З. Драгић 23 З. Драгић 9 Г. Драгић 5 | Арена Стожице, Љубљана Гледаоци: 5.730 Судије: Фернандо Роша (Португал), Елијас Коромилас (Грчка), Крис Додс (Шкотска) |  |

### Италија — Украјина
| 20. септембар 14:30 | Извештај | Италија                                                       | 58 : 66 | Украјина                      | Арена Стожице, Љубљана Гледаоци: 3.070 Судије: Хуан Артеага (Шпанија), Срђан Дожаи (Хрватска), Рушту Нуран (Турска) |  |
| 20. септембар 14:30 | Извештај | Четвртине: 17-13, 17-22, 14-16, 10-15                         |         |                               | Арена Стожице, Љубљана Гледаоци: 3.070 Судије: Хуан Артеага (Шпанија), Срђан Дожаи (Хрватска), Рушту Нуран (Турска) |  |
| 20. септембар 14:30 | Извештај | Поени: Арадори 15 Скокови: Арадори 9 Асистенције: Чинчарини 4 |         | Џетер 20 три играча 6 Џетер 4 | Арена Стожице, Љубљана Гледаоци: 3.070 Судије: Хуан Артеага (Шпанија), Срђан Дожаи (Хрватска), Рушту Нуран (Турска) |  |

## Полуфинале

### Литванија — Хрватска
| 20. септембар 17:45 | Извештај | Литванија                                                                  | 77 : 62 | Хрватска                    | Арена Стожице, Љубљана Гледаоци: 9.180 Судије: Луиђи Ламоника (Италија), Роберт Лотермозер (Немачка), Христос Христодулу (Грчка) |  |
| 20. септембар 17:45 | Извештај | Четвртине: 24-19, 16-18, 21-8, 16-17                                       |         |                             | Арена Стожице, Љубљана Гледаоци: 9.180 Судије: Луиђи Ламоника (Италија), Роберт Лотермозер (Немачка), Христос Христодулу (Грчка) |  |
| 20. септембар 17:45 | Извештај | Поени: Мачијулис 23 Скокови: Клејза 11 Асистенције: Сејбутис, Калнијетис 4 |         | Богдановић 15 Укић 7 Укић 5 | Арена Стожице, Љубљана Гледаоци: 9.180 Судије: Луиђи Ламоника (Италија), Роберт Лотермозер (Немачка), Христос Христодулу (Грчка) |  |

### Шпанија — Француска
| 20. септембар 21:00 | Извештај | Шпанија                                                  | 72 : 75 | Француска                          | Арена Стожице, Љубљана Гледаоци: 9.060 Судије: Илија Белошевић (Србија), Олегс Латишевс (Летонија), Дамир Јавор (Словенија) |  |
| 20. септембар 21:00 | Извештај | Четвртине: 18-14, 16-6, 15-23, 16-22, 7-10               |         |                                    | Арена Стожице, Љубљана Гледаоци: 9.060 Судије: Илија Белошевић (Србија), Олегс Латишевс (Летонија), Дамир Јавор (Словенија) |  |
| 20. септембар 21:00 | Извештај | Поени: Гасол 19 Скокови: Гасол 9 Асистенције: Родригез 9 |         | Паркер 32 Пјетрус, Дијао 8 Дијао 3 | Арена Стожице, Љубљана Гледаоци: 9.060 Судије: Илија Белошевић (Србија), Олегс Латишевс (Летонија), Дамир Јавор (Словенија) |  |

## Утакмица за 7. место
| 21. септембар 17:30 | Извештај | Србија                                                                    | 76 : 64 | Италија                           | Арена Стожице, Љубљана Гледаоци: 4.030 Судије: Роберт Лотермозер (Немачка), Борис Рижик (Украјина), Висенте Булто (Шпанија) |  |
| 21. септембар 17:30 | Извештај | Четвртине: 27-11, 14-16, 14-17, 21-20                                     |         |                                   | Арена Стожице, Љубљана Гледаоци: 4.030 Судије: Роберт Лотермозер (Немачка), Борис Рижик (Украјина), Висенте Булто (Шпанија) |  |
| 21. септембар 17:30 | Извештај | Поени: Нен. Крстић 17 Скокови: Бјелица 10 Асистенције: Бјелица, Недовић 4 |         | Датоме 19 Чинчарини 5 Чинчарини 6 | Арена Стожице, Љубљана Гледаоци: 4.030 Судије: Роберт Лотермозер (Немачка), Борис Рижик (Украјина), Висенте Булто (Шпанија) |  |

## Утакмица за 5. место
| 21. септембар 21:00 | Извештај | Словенија                                                         | 69 : 63 | Украјина                                        | Арена Стожице, Љубљана Гледаоци: 10.000 Судије: Христос Христодулу (ГРЧ), Фернандо Роша (ПОР), Миливоје Јовчић (СРБ) |  |
| 21. септембар 21:00 | Извештај | Четвртине: 16-23, 24-13, 14-8, 15-19                              |         |                                                 | Арена Стожице, Љубљана Гледаоци: 10.000 Судије: Христос Христодулу (ГРЧ), Фернандо Роша (ПОР), Миливоје Јовчић (СРБ) |  |
| 21. септембар 21:00 | Извештај | Поени: Г. Драгић 19 Скокови: Г. Драгић 7 Асистенције: Г. Драгић 4 |         | Џетер, Зајцев 12 Натјажко, Корнијенко 7 Џетер 4 | Арена Стожице, Љубљана Гледаоци: 10.000 Судије: Христос Христодулу (ГРЧ), Фернандо Роша (ПОР), Миливоје Јовчић (СРБ) |  |

## Утакмица за 3. место
| 22. септембар 17:30 | Извештај | Шпанија                                                  | 92 : 66 | Хрватска                              | Арена Стожице, Љубљана Гледаоци: 6.050 Судије: Роберт Лотермозер (Немачка), Христос Христодулу (Грчка), Олегс Латишевс (Летонија) |  |
| 22. септембар 17:30 | Извештај | Четвртине: 23-18, 24-18, 16-12, 29-18                    |         |                                       | Арена Стожице, Љубљана Гледаоци: 6.050 Судије: Роберт Лотермозер (Немачка), Христос Христодулу (Грчка), Олегс Латишевс (Летонија) |  |
| 22. септембар 17:30 | Извештај | Поени: Љуљ 21 Скокови: Гасол 8 Асистенције: Рики Рубио 6 |         | Богдановић 22 Жорић 6 Дрејпер, Укић 6 | Арена Стожице, Љубљана Гледаоци: 6.050 Судије: Роберт Лотермозер (Немачка), Христос Христодулу (Грчка), Олегс Латишевс (Летонија) |  |

## Финале
| 22. септембар 21:00 | Извештај | Француска                                       | 80 : 66 | Литванија                      | Арена Стожице, Љубљана Гледаоци: 10.000 Судије: Луиђи Ламоника (Италија), Хуан Артеага (Шпанија), Илија Белошевић (Србија) |  |
| 22. септембар 21:00 | Извештај | Четвртине: 19-22, 31-12, 18-16, 12-16           |         |                                | Арена Стожице, Љубљана Гледаоци: 10.000 Судије: Луиђи Ламоника (Италија), Хуан Артеага (Шпанија), Илија Белошевић (Србија) |  |
| 22. септембар 21:00 | Извештај | Поени: Батим Скокови: Аженса Асистенције: Дијао |         | Клејза Мачијулис 3 играча по 2 | Арена Стожице, Љубљана Гледаоци: 10.000 Судије: Луиђи Ламоника (Италија), Хуан Артеага (Шпанија), Илија Белошевић (Србија) |  |